# 동일원
동일원(董一元, 생몰년 미상)은 명나라 말기의 장수이다. 선부전위(宣府前衛) 출신이다.

## 생애
만력 20년(1592년) 영하에서 보바이의 난을 평정하였다. 만력 26년(1598년) 조선에 파병되었으나, 사천 전투에서 시마즈 요시히로(島津義弘)와 싸우다가 대패했다.

## 가계
동일원의 차남 동대순이 조선으로 귀화하여 광천 동씨의 시조가 되었다.
가계
@♥★♥1598년 무술년 조명 연합군 4로 병진책(동 서 해 중) 중로군
  흠차도독(명국)
" 董一元(둥 이 위안)" ♥현 2018년 420년전 60갑자 7회갑의 시간 " 1598년 무술년 음력 삭(달이 완전히 가려진 어두운 시간대 ) 음력10월1일 새벽3시~아침7시 경상남도 사천  신채성전투 (일본군이 만든 성)-지휘 왜놈군 장수 현63살 노인네장군 아들 타다쓰네 참전ㆍ 가고시마(규수) 싸스마 번주 시마즈 요시히로(島津 義弘)와 왜놈 조선에서 무조건 퇴각의 마지막 승부의 전쟁
시마즈 부대가 신채 新寨(사천성)전투에선 대승 하였으나 음력 11월19일 노량해전에서 이순신 통제사에게 500척의 안택선중 고작 50대만 살아 돌아가는 대패를 당한다.
1627년경 명나라가 망하기전ᆞ 청나라가 개국하자 동일원의
첫째아들 대순과 둘째 창순은 정유재란 시  조선에 종군하여 명나라가 망한후 조선에 정착 하였다.
마천면 지리산 한남군(세종의 12번째 아들ㆍ후궁 어머니는 혜빈양씨(청주楊씨 ) 가 세조의 쿠데타에 반기를 들어 사육신과 함께 유배되어 사사된 지역 현 마천면 한남마을이 있는 곳에 배두정(명국이 위치한 서북쪽을 향해 삼시 절하는곳)에서 기거하며 명국에 의리를 다하고,
둘째 창순은
평안도 安州牧使(현 도지사) 로 안주지역을 다스린후 임금(인조)에게 진안군 진안읍(언건마을의 선산과 봉지)의 땅을 하사받고 조선에 정착 합니다.
이때에 동일원 중로군 도독은 중국 허베이성 헝수이시 廣川鎭 징안(경현)  광천동씨의 한나라 대유학자 董仲舒 족보를 가지고 조선에 지원 명군으로 오셔서 ♥董承宣 가솔들에게 전합니다.
두분 다 첫째 부인 옛적 전한시대후 (BC 10~AC20년) 신나라(왕망)의 사돈집안 김씨(투후 김일제 후손 한나라 무제가 유(劉)씨성의  글자중 金씨 성을 하사함.) 중국에서 같이 정치를 총괄했던 金海김씨 부인을 맞이 합니다.   삼국사기 진흥왕 순수비에 통일신라 文武王은 대가야 구형왕이 9대조 금관가야 김수로왕이 15대 시조가 됨 "무덤과 사당은 지금도 있으니 통일신라 종묘에 합하여 제사를 지냅니다.
♥1598무술년 음력 10월1일 삭 새벽6시 ♥
사천성 신채전투 지휘 將軍 명군 4로병진책 중로군 흠차도독(明國의 관등♥둥 이위안
董一元) ♥도독장군  지휘 명군 2만7천명 조선군 수하 ♥鄭起龍 將軍♥ 휘하 참전3천명  조명연합군 총3만명 아침 식사전 왜놈들 사천바다로 몰아 수장 시키려 했지만~
뫠놈 가고시마 싸쓰마번주  ★시마즈 요시히로(道津 義弘) 와 전투 당시 성벽을 부수는 불랑기포(프랑스제 화포)의 탄환에 큰 자폭 화염이 발생 전열이 아수라장 중 왜놈 기마병 2천명이 일시에 연합군진 속으로 질풍같이 달려들어 다수의 전사자 발생해 왜늠군과 화의 제의함 조명군 전사자 약1만3천명(현 경상남도 사천 선진리성 옆에 조명군총 무덤) 목을 잘라가(뎅강 무대기) 승전기념
일본군 싸스마번주 시마즈 요시히로 장군 총1만5천명...
1598무술년 음력 11월19일 새벽2시~오후2시 이순신 전사한 노량해전 이순신장군 지휘ㆍ 명군지휘  진린장군 조명연합군 과  일본 현대 가고시마 번주 시마즈 요시히로 사병과 노량해전 시마즈군 500척의 아타케부네 중 50여척만 살아서 돌아가는 폭삭 망함.♥ 소서행장(고니시 유키 나가) 전투중 일본으로 빠져 나감 심당길등 다수의  도자기공들을 납치해감ㆍ추후 261년후  도자기수출로 1859년 일본 싸스마번이  메이지유신의 주역들이 된다.
왜놈 사상자3천~5천명  살아 남아  일본 돌아간 사병들은 대략 1500명정도ㆍ
1600년 음력 9월15일 일본 쇼군정치의 원류가된
세끼 가하라 전투 동군측  대장 ㆍ도쿠가와 이예야스(德川家康)의 쿠데타세력  동군측과ㆍ방어군  서군측 이시다 미쓰나리(석전삼성). 토요토미 히데요시(豊臣秀吉) 서거후(1598.음 08.18) 아들 토요토미 히데요리의 섭정막후와  전쟁당시  히데요리측 서군의 시마즈 요시히로(도진의홍) 부대의 전투병1500명 참전ㆍ1598년 음11월19일 노량해전에서 살아 돌아간 남은자의 수와 같다!!
동일원의 차남 동대순이 조선으로 귀화하여 광천 동씨의 시조가 되었다.